# Buyda apicata
Buyda apicata is een insect uit de familie van de Mantispidae, die tot de orde netvleugeligen (Neuroptera) behoort. 
Buyda apicata is voor het eerst wetenschappelijk beschreven door Navás in 1926.